# Plusiophaes apicalis
Plusiophaes apicalis är en fjärilsart som beskrevs av François Louis Nompar de Caumont de Laporte 1974. Plusiophaes apicalis ingår i släktet Plusiophaes och familjen nattflyn. Inga underarter finns listade i Catalogue of Life.